# 忍びの家 House of Ninjas
忍びの家 House of Ninjas （しのびのいえ）は、デイヴ・ボイル (Dave Boyle)監督による日本のNetflixテレビ・シリーズ。主演の賀来賢人は原案も兼ね、他に江口洋介、木村多江、高良健吾、蒔田彩珠、宮本信子が出演。忍び（忍者）の家族が、家族としての繋がりと忍びの伝統を両立させようとする姿を描く。2024年2月15日に公開された。

## 設定
物語は、現代の日本で「忍びの家」に住む忍びの一家、俵家を中心に描かれる。6年前、長男は誘拐された政治家救出の任務の途中で死亡。俵家は、忍者の規律を放棄し、普通の家族になろうとするが、独特の問題に苦労する。しかし、新たな危機が訪れようとする時、家族は再び過去の影へと引きずり戻されるのであった。

## 出演
- 俵晴（たわら・はる）- 賀来賢人
  - 俵家の次男。自分が命を助けた風魔忍者に殺された兄、岳の死に責任を感じている。

- 俵壮一（たわら・そういち）-  江口洋介
  - 俵家の家長であり服部半蔵の子孫。長男岳の死以来、忍びとしての任務からは引退し、一般市民として俵酒造の経営だけに集中したが、次男晴、長女凪、と妻陽子がこっそりと忍びの技を使っていることを知らずにいた。
- 俵陽子（たわら・ようこ） - 木村多江
  - 壮一の妻。万引きを犯していたのを隠す条件で、家族の中で最初に、6年前に長男岳が死んだ、客船に関する任務に復帰する。
- 俵岳（たわら・がく） - 高良健吾
  - 俵家の長男。6年前に、誘拐された政治家を救出する任務中に殺された。
- 俵凪（たわら・なぎ）- 蒔田彩珠（幼少期：稲垣来泉）
  - 俵家の長女。大学生でありながら、忍びの技術を使って警備の厳重な博物館からの盗みを繰り返し、大衆の陰謀論の対象となる。
- 俵陸（たわら・りく）- 番家天嵩
  - 俵家の三男。小学生で、自分の家族が忍びであるということをまだ知らない。
- 俵タキ（たわら・たき）- 宮本信子
  - 壮一の母で、晴の祖母。
- 伊藤可憐（いとう・かれん） - 吉岡里帆
  - 雑誌ムーの記者。晴が牛丼屋で繰り返し会う。編集部の指示で事件を取材しようとするが、浜島は晴にこの取材を止めさせようとする。
- 浜島仁（はましま・じん） - 田口トモロヲ
  - 文化庁忍者管理局の局長で、俵家に任務を出す。
- 桜井あやめ - 仲万美 (AyaBambi)
  - カルト宗教元天会の暗殺者。
- 沖正光（おき・まさみつ）- 柄本時生
  - 文化庁忍者管理局の新人で浜島の部下。ITに強い。
- 向井瞳子（むかい・とうこ）- 筒井真理子
  - 6年前に誘拐され、身代金が要求された日に俵家に救出された有力政治家。
- 久世浩作（くぜ・こうさく） - 嶋田久作
  - 文化庁忍者管理局の清掃者にして尋問官。
- 尾身善助（おみ・ぜんすけ） - ピエール瀧
  - 凪による博物館の窃盗事件を調べる刑事。
- 辻岡洋介 - 山田孝之
  - カルト宗教元天会の教祖。その正体は19代目の風魔小太郎にして、晴が6年前に命を助けた風魔忍者。
- 森真由子 - 河井青葉
  - 俵酒造の広報担当として採用される、謎めいた過去を持つ女。
- 別府邦彦 - 今井隆文
- 木村千尋 - 木下あかり
- 京谷康平 - 木戸大聖
- 野崎一平 - 岩崎う大
- 松浦新 - 今野浩喜
- 澤部治 - 木幡竜
- 米田哲夫 - モロ師岡
- 川田潤 - 堀丞
- 米田守 - 東景一朗
- カボチャ男（秋山聡太） - 吉田悟郎
- ナンパ男 - 星川祐樹
- 牛丼屋の店員 - 田野良樹
- タキの友人（望月古書店店主） - 白石加代子
- 18代目風魔小太郎 - 國本鍾建
- 俵酒造の職人 - 西本竜樹、神原哲
- 西尾 - 黒田浩史
- スーパー店長 - ラブ守永
- 警察官ABCD - 林田直樹、酒井靖史、井上賢嗣、中村敦
- 半蔵 - JIJI

## スタッフ
- 監督 - デイヴ・ボイル、瀧本智行、村尾嘉昭
- 原案 - 賀来賢人、村尾嘉昭、今井隆文
- 脚本 - デイヴ・ボイル、山浦雅大、大浦光太、木村緩菜
- エグゼクティブ・プロデューサー - 佐藤善宏
- プロデューサー - 神戸明
- 撮影監督 - 江原祥二
- アクション監督 - 田渕景也
- 照明 - 杉本崇
- 美術 - 林田裕至、高橋泰代
- 衣裳デザイナー - 小川久美子
- 忍者監修 - 山田雄司
- 制作プロダクション - TOHOスタジオ
- 製作 - Netflix

## 各話
1. The Offer -指令-
2. The Trail -痕跡-
3. The Flower -幻花-
4. The Resurrection -復活-
5. The Confession -告白-
6. The Stranger -異人-
7. The Trade -取引-
8. The Eclipse -日蝕-

## 反響
Rotten Tomatoes では、7人の評論家によって100% の支持率を得ている。
メジャーリーグのロサンゼルス・ドジャース選手である大谷翔平は2024年3月に行われたSports Graphic Number（文藝春秋）との単独インタビューにおいて、本番組を前月に結婚を発表した日本人妻と一緒に視聴していたことを明らかにしている。